# Jacques de Cessoles

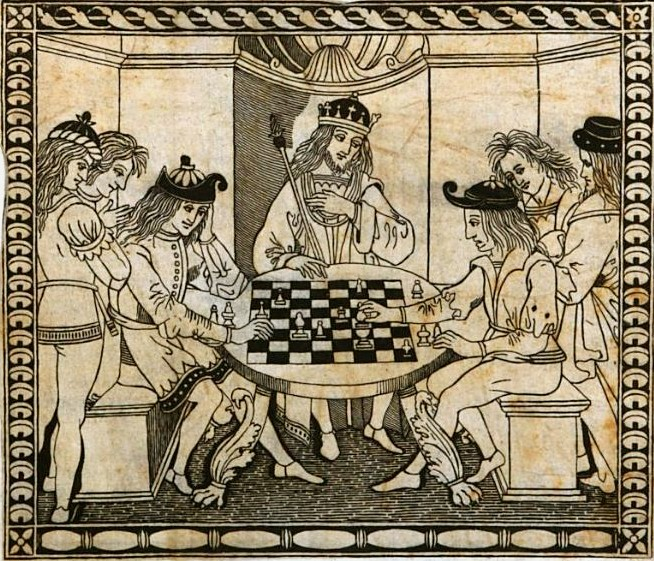
Illustration du Libellus de moribus hominum et officiis nobilium ac popularium super ludo scachorum.

Jacques de Cessoles (en italien : Jacopo da Cessole ; en latin : Jacobus de Cessolis) est un dominicain italien né dans la seconde moitié du XIIIe siècle et mort après 1322. Il est connu comme l'auteur  d'un des premiers livres de moralités sur les échecs.

## Biographie
Les détails de la vie de Jacques de Cessoles ne sont pas connus. Il était lombard. Son nom viendrait du village de Cessole dans la province d'Asti, au  nord de Gênes mais on connaît un autre village du même nom près de Chieri dans le vieux comté de Turin.
L'orthographe de son nom varie énormément. 
Les très nombreux manuscrits en latin de son œuvre écrivent son nom Cessolis (ou Sessolis) plus de trente fois, Cessulis (ou Cesulis ou Cessullis) près de vingt fois, les versions allemandes ont Cassalis vingt fois, les versions italiennes ont da Cesole ou Ducciasole. En plus de ces formes, on trouve Cessoles (en français), Chessolis, Czessalis... en tout une trentaine d'écritures différentes dans toutes les langues parlées au Moyen Âge.
Jacques de Cessoles aurait participé à la fondation du monastère dominicain de Savone en 1288. Il est mentionné dans quatre documents des archives de Gênes datant des années 1317-1322. Il occupait la charge de vicaire pour l'inquisiteur à Gênes en 1317-1318.

## Œuvre

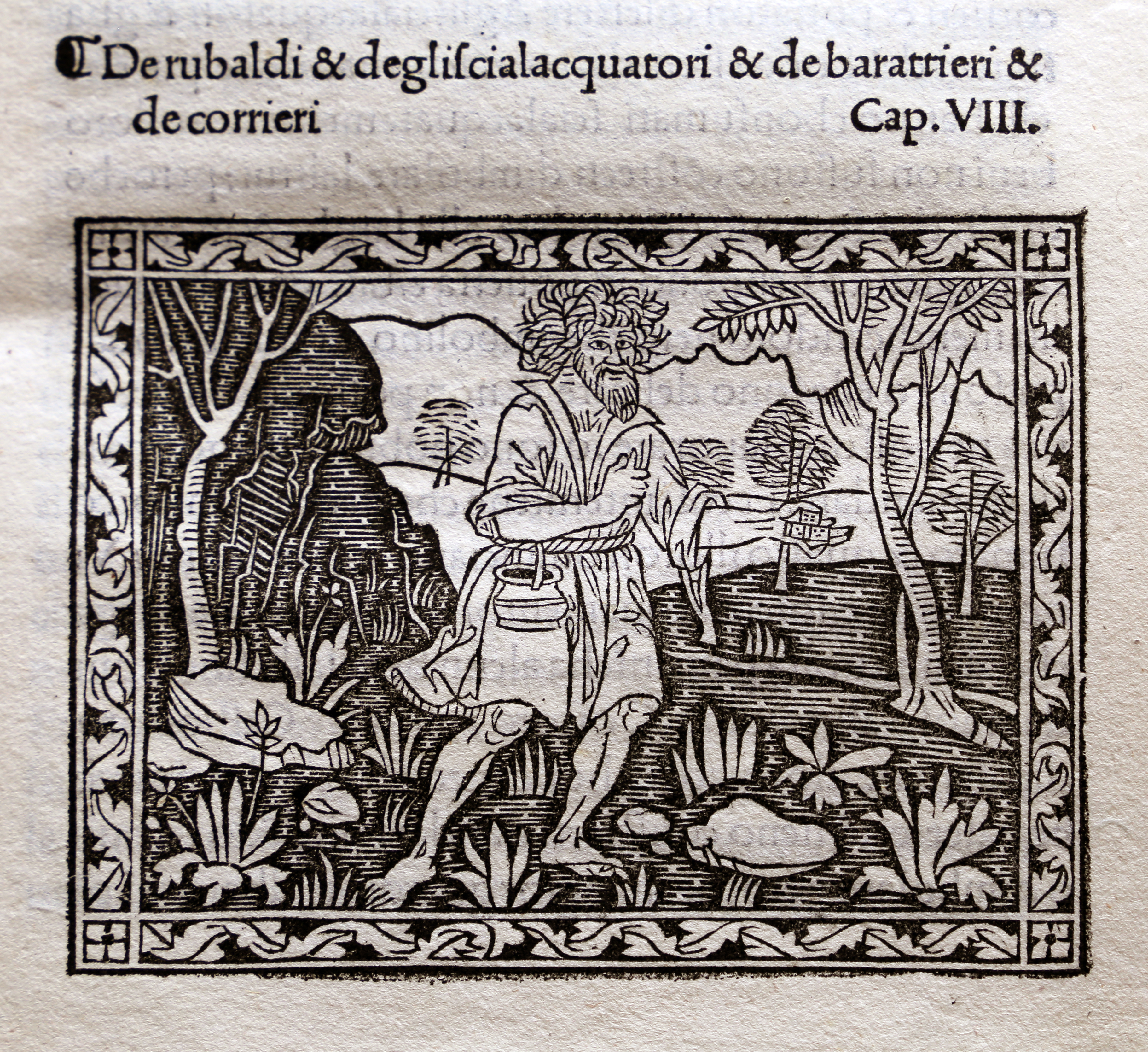
Libro di giuocho di scacchi (1493)

À la fin du XIIIe siècle, Cessole réunit plusieurs sermons populaires à l'époque pour écrire son œuvre :
- (la) Liber de moribus hominum et officiis nobilium ac popularium super ludo scacchorum.

Dans le liber de moribus hominum, l'historien des échecs Tassilo von der Lasa a trouvé une allusion possible au Grand Interrègne du Saint-Empire romain germanique (de 1250 à 1273) et Harold Murray écrit qu'on pourrait dater l'œuvre de Jacques de Cessoles entre 1275 et 1300.
On connaît plus d'une centaine de copies de son manuscrit, les plus anciennes versions en allemand sont antérieures à 1335. Le plus ancien manuscrit en latin est daté de 1358. La première traduction en français, de Jehan Ferron date de 1347. Il fut traduit en français par Jean de Vignay sous le titre Le Jeu des échecs moralisé. La première édition imprimée date de 1473 à Utrecht.